# 二色镜
二色镜是专用于观察宝石多色性的一种常规仪器。

## 原理
自然光射入非均质体宝石时，会分解成两束振动方向相互垂直且传播方向不同的偏振光，非均质体宝石的各向异性致使宝石对不同振动方向的光有不同的吸收，因此只要将这两种振动的光分开，就能看到不同的颜色。

## 结构
常见的二色镜是冰洲石二色镜，它由玻璃棱镜、冰洲石菱面体、透镜、通光窗口和目镜组成。冰洲石具有极强的双折射，能将一束光分解成两条偏振光，然后使两束偏振光的颜色并排出现在窗口的两个影像中。

## 应用
二色镜可帮助鉴定宝石品种和合成宝石，例如红宝石和红色玻璃，前者有多色性而后者没有。二色镜也能非常有效地判断有色宝石的光性特征。